# Ngunja
Ngunja è una circoscrizione rurale (rural ward) della Tanzania situata nel distretto di Tandahimba, regione di Mtwara. Conta una popolazione di 9 697 abitanti (censimento 2012).